# Chapelle de l'Ermitage de Notre-Dame-des-Mines
La chapelle Notre-Dame-des-Mines, appelée aussi Notre-Dame-de-l'Ermitage, est une chapelle, surmontée d'une statue de la Vierge, bâtie sur la colline de l'Ermitage à Alès dans le Gard. 

## Situation
La chapelle est située sur la colline de l'Ermitage, un bloc de calcaire jurassique culminant à une altitude de 291 mètres, surplombant la ville d’Alès de 150 mètres. 
On accède au belvédère, situé au sommet, qui est un point de vue remarquable sur les Cévennes et le Bas-Vivarais, par une route bitumée.

## Histoire de la chapelle
Notre-Dame-des-Mines a été bâti sur l'emplacement d'un ancien oppidum, par les moines du prieuré de Saint-Germain-de-Montaigu, aux XIe et XIIe siècles, pour accueillir les moines devenus vieux ou infirmes. 
À cette époque la colline de l'Ermitage s'appelait Saint-Julien-des-Causses. 
Les moines ayant abandonné le sanctuaire en 1561, il fut ruiné pendant les guerres de Religion. 
En 1675, l'évêque de Nîmes autorise un ermite, le frère Jean Salomon, à s’installer dans les bâtiments en ruine et qui donnera le nom d'Ermitage au lieu.  
En 1718, le frère Esprit Boyer, de l'ordre des Carmes, restaure et agrandit l'édifice. La restauration s'achève en 1736, comme le notifie une inscription lapidaire dans la cour. 
Il est vendu comme bien national pendant la Révolution à un particulier qui le transforme en résidence d'été. 
En 1872, l’abbé Bourely, curé de Rochebelle, achète le sanctuaire qui redevient propriété de l'évêché, et est consacré à la Vierge Marie qui avait protégé la ville du choléra. En effet en 1854 le choléra menace la ville, le curé d'Alès décide, le 5 octobre 1854, de faire un pèlerinage au sanctuaire de Notre-Dame-de-Laval, distant de 15 km, suivi par plus de 10 000 personnes. Ce qui sauva, selon la croyance locale, la ville. 
En 1874, l'édifice prend le nom de Notre-Dame-des-Mines, en relation avec l'activité minière du bassin d'Alès. La statue en fonte de la Vierge, haute de 5,15 mètres, fut offerte et dressée par les forges d'Alès. 
En 1936, la cloche  Marie-Alexandrine est remplacée par une cloche en bronze baptisée Marie-Jeanne-Joséphine. 
Aujourd'hui, ne subsiste de l'édifice initial, que la chapelle, de plan très simple avec une abside en cul de four et un chœur de style roman. Dans la crypte se trouve un ancien puits. 
En 2020 commencent des travaux de réaménagement du chemin de croix.   

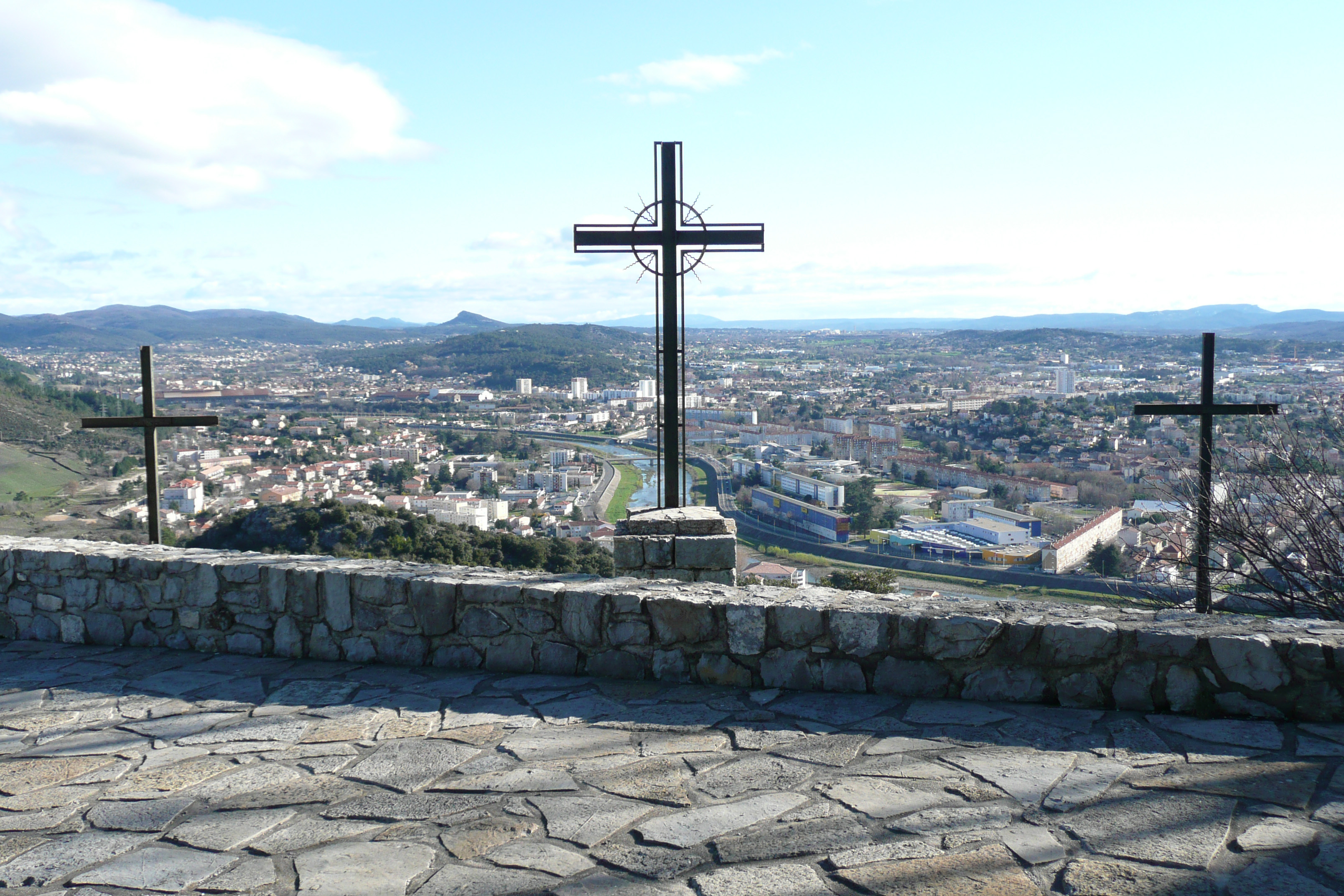
Belvédère de l'Ermitage.

## Site
On trouve des traces d'occupation humaine datant du  Paléolithique supérieur, dans la grotte Bonnaud, où des ossements de hyène des cavernes, ours, cerf, bison, lion et panthère, mélangés à des silex taillés ont été découverts. Cette occupation s'étend sur la dernière ère glaciaire (entre 80 000 et 30 000 ans avant notre ère).
Dès le Ve siècle av. J.-C.  des Gaulois dépendants des Volques Arécomiques, dont la capitale Nemausus (Nîmes) est proche, construisent un oppidum.
Idéalement situé sur la voie Régordane, l'oppidum tire profit de sa situation entre la Gaule indépendante et la partie romaine de Gaule transalpine pour développer un commerce  intense (présence de tessons de céramique et amphores à vin, des objets en bronze et en fer, de nombreuses pièces de monnaie de Nîmes, de Marseille, Arvernes...). Le site aurait joué  le rôle d’emporion entre les différentes provinces.
L’oppidum a la forme d’un polygone irrégulier de 900 mètres entouré d'un mur cyclopéen dont on peut encore voir des vestiges.
Une profonde citerne a été creusée sur l'oppidum.
Des fouilles ponctuelles, démarrées dès 1840, ont permis de mettre au jour vingt-quatre maisons ou dépotoirs domestiques de dimensions plutôt modestes (le plus souvent une seule pièce).
En 2007 est découvert, à l'écart, une nouvelle maison comportant plusieurs pièces, richement décorée avec un sol en opus signinum. La poursuite des fouilles, dans cette maison, permet de révéler en 2008, une mosaïque de 36 m2, la plus grande jamais découverte, en France, datant de cette époque là.
La responsable chargée des fouilles, Fabienne Olmer, chercheuse au CNRS a noté que la mosaïque se trouvait sans doute dans la maison d'un Gaulois certainement très riche et possédant un grand pouvoir et que l'oppidum devait être important car on trouve généralement ce type de mosaïques, datant de 50 avant notre ère, dans des grands centres urbains  tels que Marseille, Nîmes ou Narbonne.
L'oppidum fait l’objet d’un classement au titre des monuments historiques depuis le 27 octobre 1980.

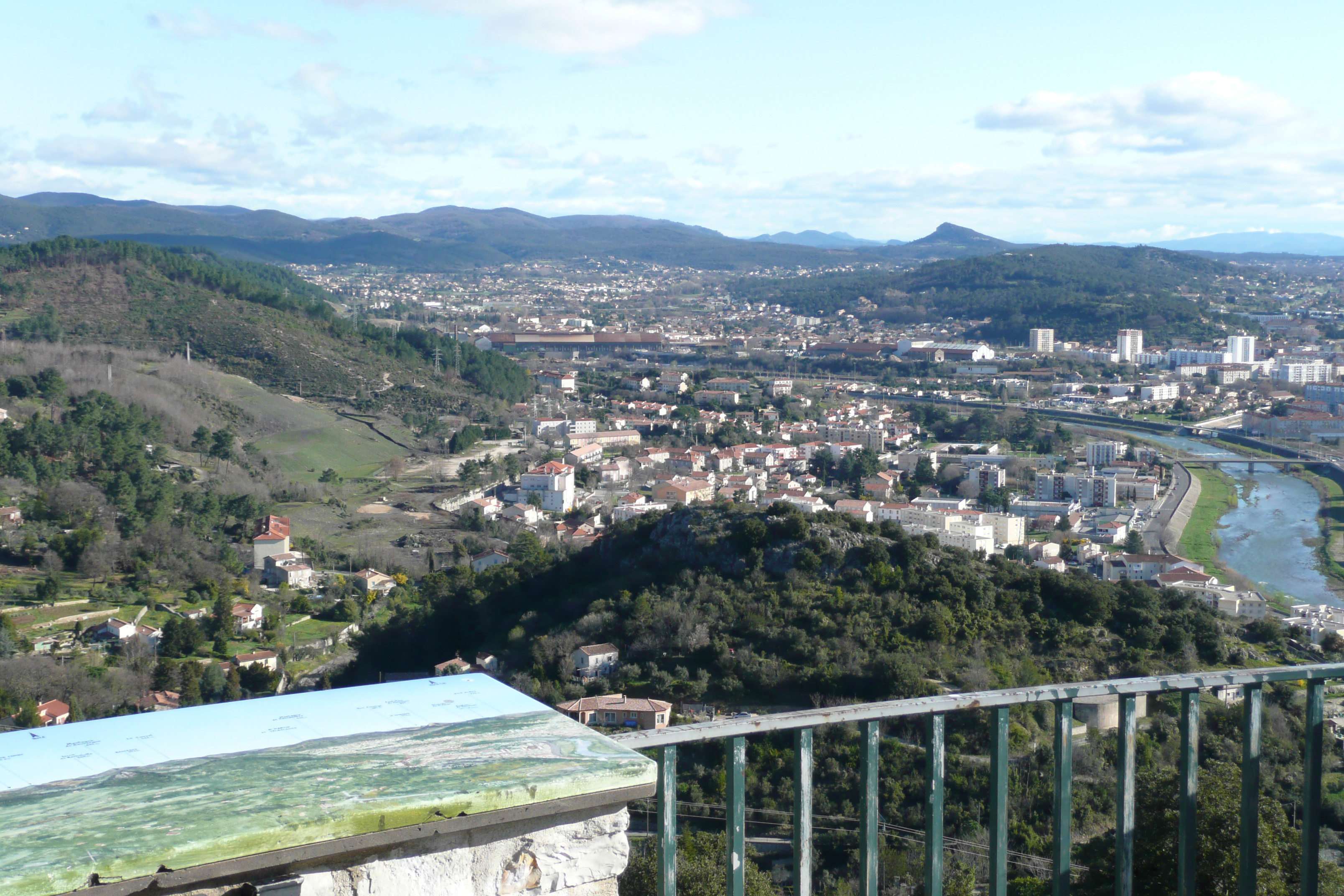
Vue sur les Cévennes.
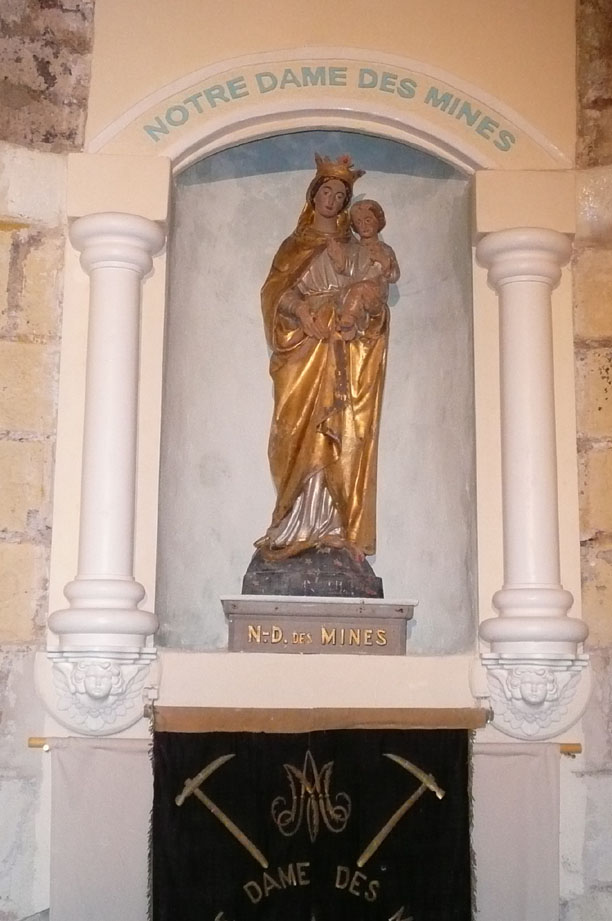
Statue à l'intérieur de la chapelle.
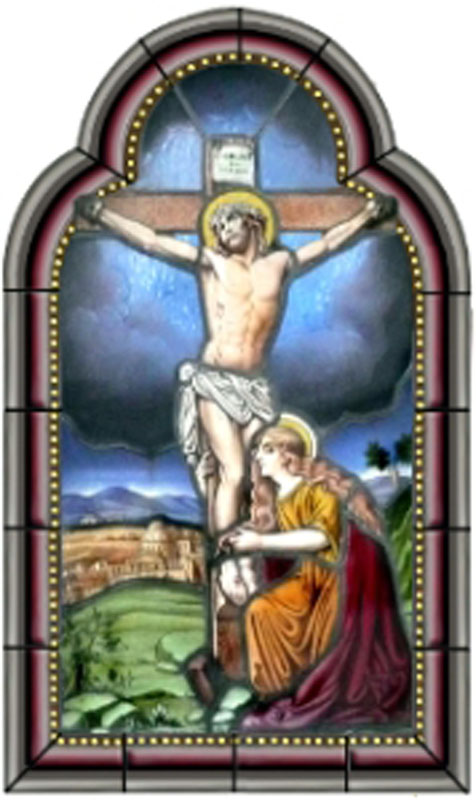
Chapelle Notre-Dame-des-Mines.
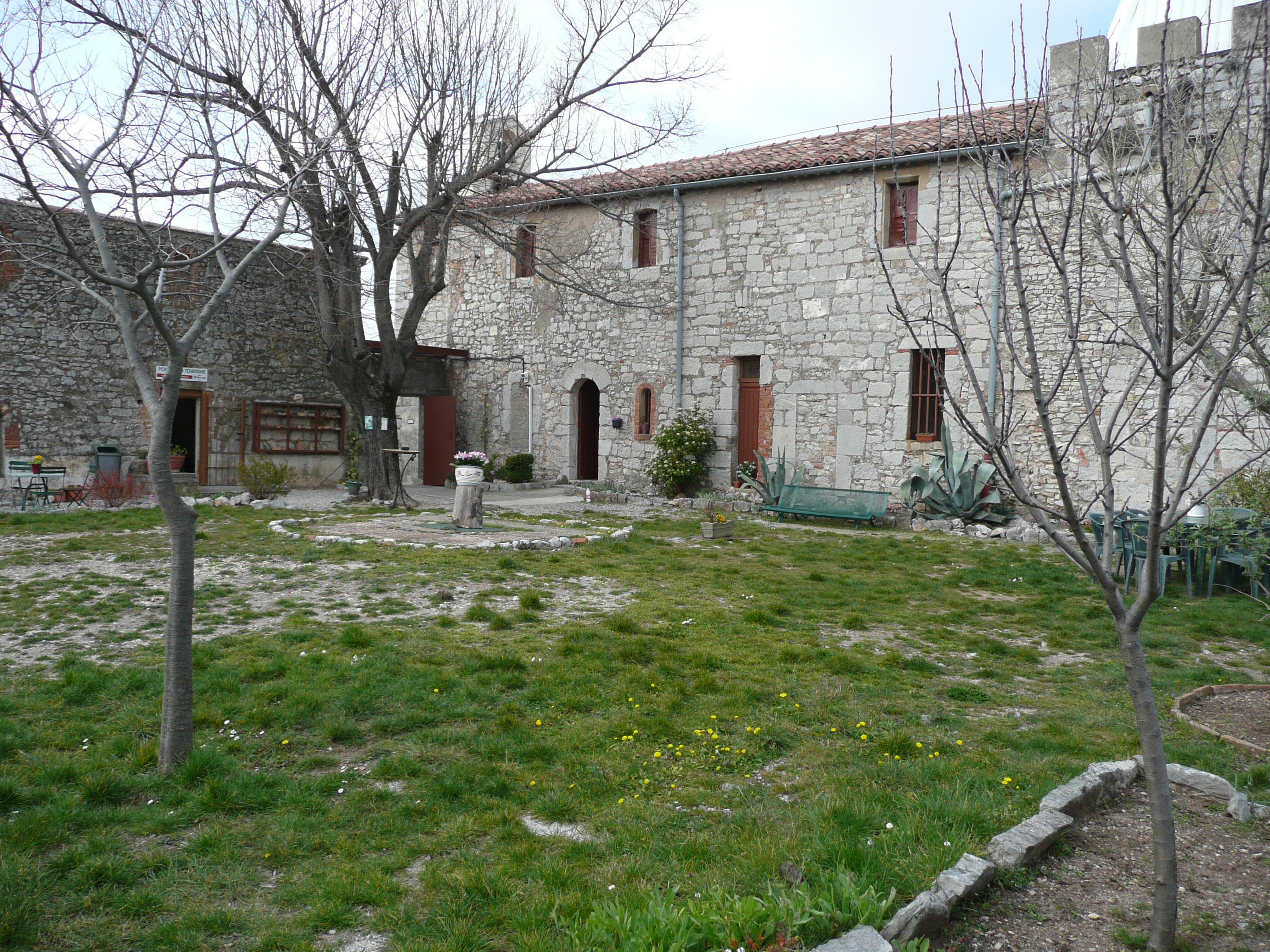
Cour de la chapelle.
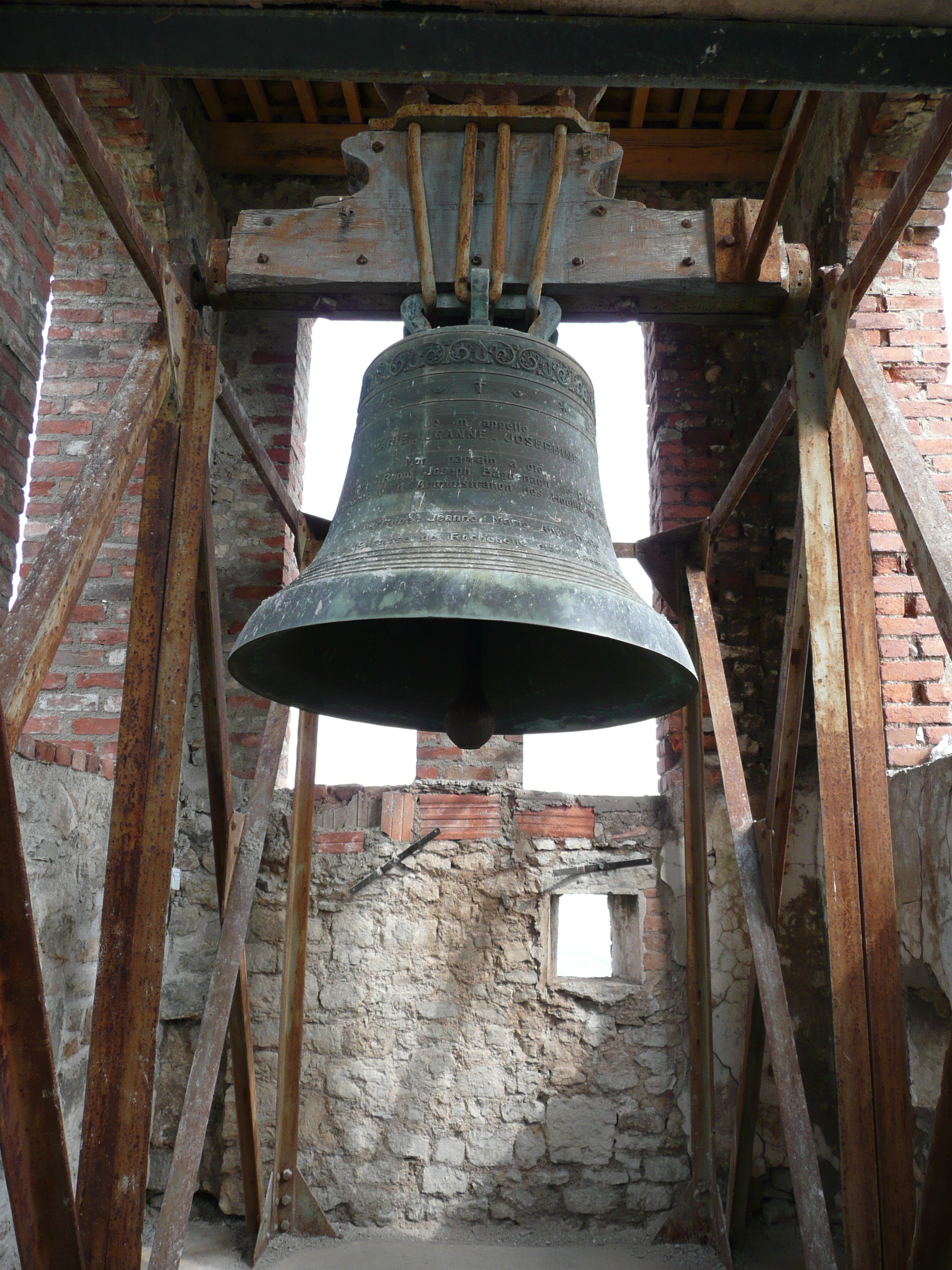
Cloche de Notre-Dame-des-Mines.
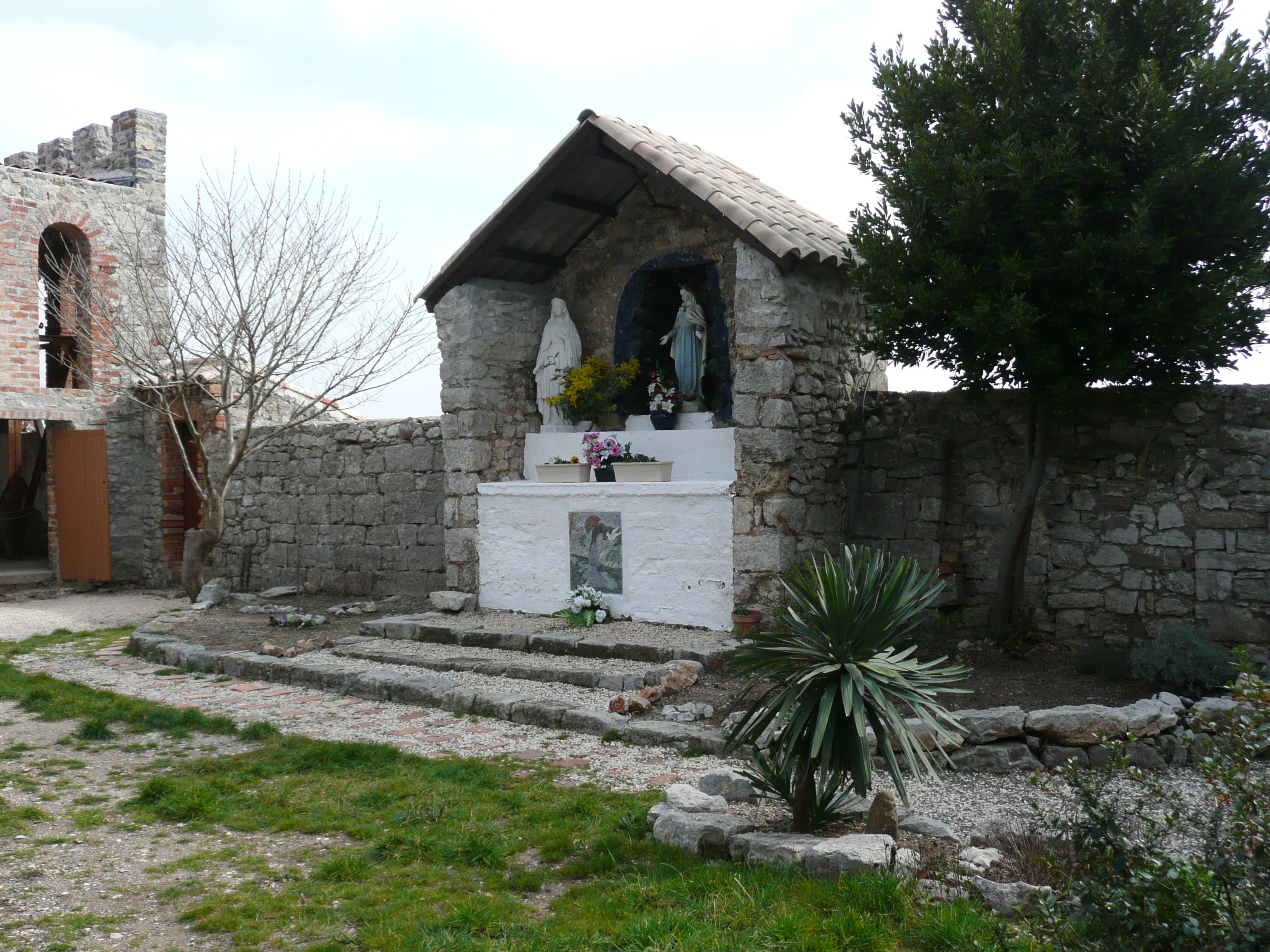
Notre-Dame-des-Mines extérieur.